# Distrito de Jászberény
El distrito de Jászberény (húngaro: Jászberényi járás) es un distrito húngaro perteneciente al condado de Jász-Nagykun-Szolnok.
En 2013 tiene 50 928 habitantes. Su capital es Jászberény.

## Municipios
El distrito tiene 3 ciudades (en negrita) y 6 pueblos (población a 1 de enero de 2012):
- Jászágó (687)
- Jászárokszállás (7806)
- Jászberény (26 924) – la capital
- Jászboldogháza (1585)
- Jászfelsőszentgyörgy (1974)
- Jászfényszaru (5621)
- Jászjákóhalma (3049)
- Jásztelek (1627)
- Pusztamonostor (1579)